# Club de Paris
 (juin 2017).
Si vous disposez d'ouvrages ou d'articles de référence ou si vous connaissez des sites web de qualité traitant du thème abordé ici, merci de compléter l'article en donnant les références utiles à sa vérifiabilité et en les liant à la section « Notes et références ».
 (mai 2022).
Le club de Paris est un groupe informel de créanciers publics dont le rôle est de trouver des solutions coordonnées et durables aux difficultés de paiement de pays endettés. Les créanciers du club de Paris leur accordent un allègement de dette pour les aider à rétablir leur situation financière. Cet allègement de dette peut être obtenu par un rééchelonnement ou, en cas de traitements concessionnels, une réduction des obligations du service de dettes pendant une période définie (traitements de flux) ou une date fixée (traitements de stock).
Ce forum a été créé progressivement à partir de 1956, date de la première négociation entre l’Argentine et ses créanciers publics à Paris. Il traite les dettes publiques, c’est-à-dire celles des gouvernements et celles du secteur privé garanties par le secteur public. Un processus identique a lieu pour les dettes publiques détenues par des créanciers privés, au sein du club de Londres, qui s'est structuré au cours des années 2020 sur le modèle du club de Paris : c'est un groupe informel de banques commerciales qui se réunissent pour renégocier les créances qu'elles détiennent sur des débiteurs souverains.
Les pays créanciers se réunissent dix fois par an à Paris pour des tours d'horizon et pour des sessions de négociations, sous la présidence du directeur de la direction générale du Trésor (DG Trésor) du ministère de l'Économie et des Finances français.
Depuis 1956 et jusqu'en novembre 2022, le club de Paris a conclu 478 accords pour plus de 100 pays endettés portant sur plus de 614 milliards de dollars.
Le Brésil et l'Afrique du Sud ont rejoint le groupe en novembre 2016 et juillet 2022.

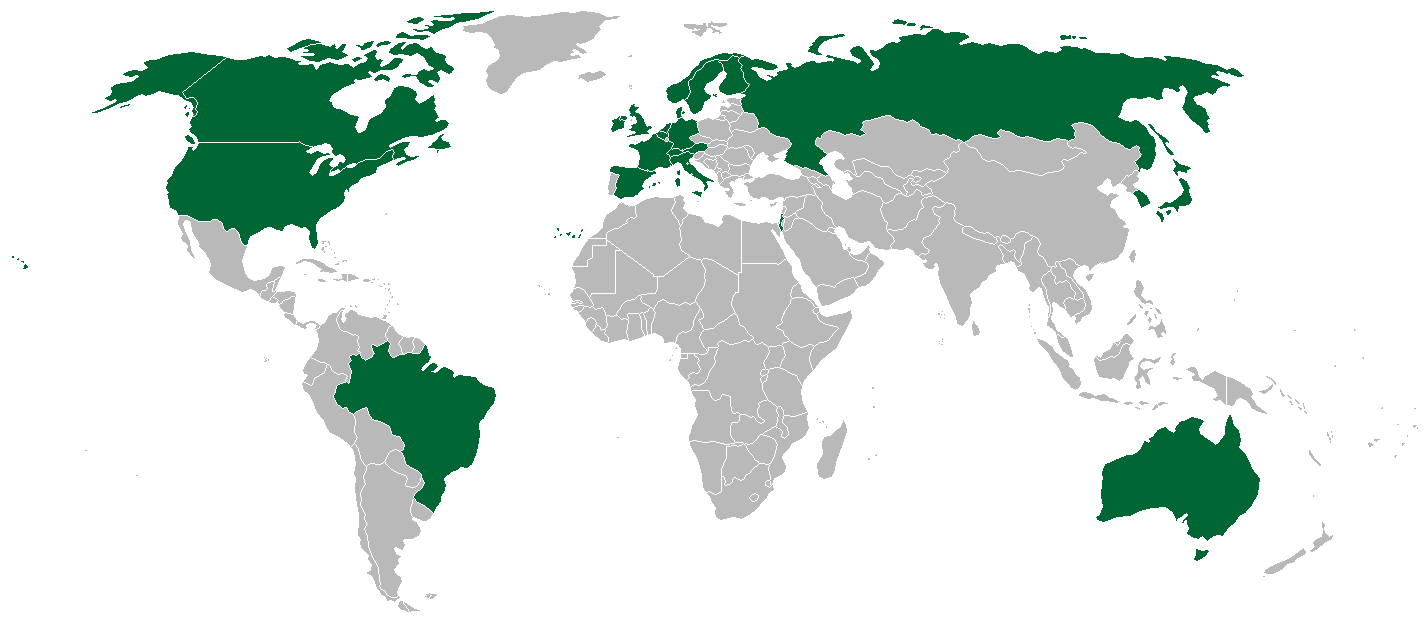
En vert, les vingt-deux pays membres permanents du club de Paris : l’Allemagne, l’Australie, l’Autriche, la Belgique, le Brésil, le Canada, la Corée du Sud, le Danemark, l’Espagne, les États-Unis, la fédération de Russie, la Finlande, la France, l’Irlande, Israël, l’Italie, le Japon, la Norvège, les Pays-Bas, le Royaume-Uni, la Suède et la Suisse. L'Afrique du Sud est membre permanent depuis 2022.

## Historique
Le club de Paris est réuni pour la première fois en 1956. Il est chargé de gérer les négociations au sujet des dettes souveraines détenues par les créanciers étatiques bilatéraux. Le club a longtemps procédé sous la forme de simples réunions internationales ponctuelles réunissant les États créanciers. Géré par le ministère des Finances français, il est abrité par la direction du Trésor depuis lors. Les négociations ont longtemps eu lieu avenue Kléber, en présence de représentations du Fonds monétaire international, de la Banque mondiale, de la Conférence des Nations unies sur le commerce et le développement, et d'un représentant des pays membres.
La création du secrétariat à la fin des années 1970 consacra une certaine institutionnalisation du club de Paris, lui conférant un caractère de permanence. La mise en place de « sessions méthodologiques » et de réunions dites de « tour d’horizon », distinctes des négociations, au début des années 1980 poursuivit la formalisation des procédures du club de Paris, dans le cadre de l'approfondissement du dialogue Nord-Sud.
Si le club de Paris se réunit annuellement jusqu'en 1980, la cascade de crises de la dette publique en cascade qui ont lieu dans les années 1980, notamment après le choc Volcker, provoque une augmentation du nombre de réunions du club. Ainsi, en 1982, huit réunions ont lieu, puis 17 en 1983, et 14 en 1984. En 1985, 22 rééchelonnements sont décidés, puis en 1986, 16 sont décidés.
La fédération de Russie est membre permanent depuis le 17 septembre 1997. L'État d'Israël a rejoint l'organisation comme membre permanent le 24 juin 2014. Il est suivi de la Corée du Sud et du Brésil en 2016, puis de l'Afrique du Sud, en 2022.

## L’organisation du club de Paris

### Le secrétariat
Le secrétariat a été créé pour préparer plus efficacement les séances de négociation, notamment de façon à pouvoir faire face aux besoins croissants posés par le nombre important de négociations. Le secrétariat est composé d’une douzaine de personnes issues de la direction générale du Trésor du ministère des finances et des comptes publics français.
Ses tâches visent principalement à sauvegarder l’intérêt commun des gouvernements créanciers participant au club, et à faciliter l’aboutissement d’un consensus entre eux à tous les niveaux des discussions. Pour y parvenir le secrétariat prépare les sessions de négociation ainsi que leur déroulement : c’est à lui qu’est adressée la demande de négociation d’un État débiteur en difficultés.
En début de négociation, le secrétariat cadre les discussions en analysant la capacité de paiement du pays débiteur et en proposant une première hypothèse de traitement. Cette proposition est discutée par les créanciers (dont les réponses sont consignées dans ce qu'on appelle le « Tableau magique »). Le secrétariat est également chargé de la rédaction du procès-verbal de la session de négociation.
Le secrétariat contribue également à assurer le respect des différents engagements contenus dans les procès-verbaux et entretient des relations extérieures avec les États créanciers tiers ainsi que les banques commerciales, dans le but notamment de veiller au plus grand respect possible de la clause de comparabilité de traitement (un État recevant un traitement de dette du club de Paris s'engage à obtenir de ses autres créanciers un traitement comparable).

### La présidence
La présidence du club de Paris est assurée depuis 1956 par la France.
Le président du club de Paris est le directeur général du Trésor français. Le co-président est le chef du Service des affaires multilatérales et du développement de la DG Trésor. Le vice-président est le sous-directeur des affaires financières multilatérales et du développement à la DG Trésor . L'un de ces trois présidents potentiels doit obligatoirement présider toutes les sessions du club de Paris.
En particulier, lors des sessions de négociation, la présidence du club de Paris joue le rôle d'intermédiaire entre les créanciers, qui élaborent des propositions de traitement de dette, et les débiteurs. Elle a la responsabilité de soumettre à la délégation du débiteur les termes que les créanciers sont prêts à lui consentir. Si ce dernier – ce qui est courant – refuse la première offre de traitement, la négociation proprement dite s'engage, le président jouant un rôle de navette entre le pays débiteur et les créanciers.
La négociation se termine par la signature du procès-verbal.

## Fonctionnement du club

### Sessions de tour d'horizon
Chaque mois, le tour d'horizon rassemble pour une journée les délégations des 21 pays membres du club de Paris. Celles-ci font le point sur la situation des pays débiteurs étant susceptibles de demander un traitement de dette ou sur l'état d'application des accords précédents. La plupart des tours d'horizon se terminent par l'étude de sujets méthodologiques, la pratique purement informelle du club de Paris imposant un travail en commun permanent pour préciser les méthodes et règles à utiliser pour la définition des traitements de dette du club de Paris.

### Membres

#### Membres permanents
| - Allemagne - Australie - Autriche - Belgique - Brésil - Canada - Corée du Sud - Danemark | - Espagne - États-Unis - Russie - Finlande - France - Irlande - Israël - Italie | - Japon - Norvège - Pays-Bas - Royaume-Uni - Suède - Suisse |

Tous les créanciers membres du club de Paris participent au tour d'horizon et peuvent demander à être observateurs lors d'une négociation, même s'ils ne détiennent pas de créances sur le pays concerné. De même, lorsque la part les créances rééchelonnées d’un créancier du club de Paris sont inférieures à un seuil dit "de minimis", il ne peut participer aux réunions qu'en tant qu’observateur, mais le créancier n'est pas obligé d'appliquer le rééchelonnement sur sa partie de la dette négociée.
En général les délégations des créanciers sont menées par un haut fonctionnaire du ministère des Finances (les États-Unis font exception car leur délégation est menée par le représentant du ministère des Affaires étrangères), et celles des débiteurs par leur ministre des Finances (ce qui traduit l’importance que ceux-ci attachent au procès-verbal final).

#### Participantsad hoc
D'autres créanciers publics peuvent également participer aux sessions de négociation ou lors des séances mensuelles des tours d'horizon, sous réserve de l'accord des membres permanents et du pays débiteur. Les créanciers invités qui participent aux discussions en club de Paris agissent de bonne foi et respectent les pratiques décrites dans le tableau ci-dessous. Les créanciers suivants ont participé à certains accords ou tours d'horizon du club de Paris de façon ad hoc : Abu Dhabi, Afrique du Sud, Argentine, Chine, Koweït, Mexique, Maroc, Nouvelle-Zélande, Portugal, Trinité-et-Tobago, Turquie.

### Observateurs
Des observateurs sont invités à assister aux sessions de négociation du club de Paris mais ne peuvent ni participer à la négociation elle-même ni signer l'accord qui formalise le résultat de la négociation.
On peut distinguer trois catégories d'observateurs :
- les représentants des institutions internationales :
  - le FMI,
  - la Banque mondiale,
  - l'OCDE,
  - la CNUCED,
  - la Commission européenne,
  - la Banque africaine de développement,
  - la Banque asiatique de développement,
  - la Banque européenne pour la reconstruction et le développement,
  - la Banque interaméricaine de développement ;
- les représentants des membres permanents du club de Paris n'ayant pas de créance concernée par le traitement de dette (par exemple, les créanciers dont les créances sont couvertes par la clause de minimis), ou qui ne sont pas des créanciers du pays débiteur mais qui souhaitent néanmoins assister à la session de négociation ;
- les représentants des pays non membres du club de Paris en tant que participants ad hoc, à condition que les membres permanents et le pays débiteur acceptent leur présence.

### Les principes du club de Paris
« Le club de Paris est une non-institution, mêlant le pragmatisme anglo-saxon à l'imagination latine. »
— Jean-Claude Trichet, Frankfurter Allgemeine Zeitung.
Le fait de ne pas posséder de personnalité juridique ou de textes constitutifs, mais seulement un certain nombre de principes et règles, permet au club de Paris d’être très flexible face aux différentes situations des débiteurs. L’absence de formalisation des règles de négociations répond par ailleurs à la nécessité de traiter chaque pays au cas par cas.
Au fil des années, un corpus de méthodes de rééchelonnement ou d'annulation de dette a été élaboré. Le club de Paris a toutefois la liberté de modifier ses règles à tout moment. Par exemple, aucune annulation de stock de dette n'était possible jusqu'aux années 1990, alors que cela a été un élément de nombreux accords depuis cette date.
C’est au pays débiteur de prendre contact avec le club de Paris. Sa requête doit fournir une description détaillée de sa situation économique et financière, démontrant son incapacité à servir sa dette extérieure. Il doit par ailleurs avoir signé un programme avec le FMI dont les analyses doivent faire apparaître un besoin de financement rendant nécessaire un traitement de la dette.

#### Solidarité
Dans le cadre de leurs négociations avec un pays endetté, tous les membres du club de Paris agissent en tant que groupe et sont sensibles aux répercussions que la gestion de leurs propres créances est susceptible d’avoir sur les créances d’autres membres.

#### Consensus
Aucune décision ne peut être prise au sein du club de Paris si elle ne reflète pas un consensus des pays créanciers participants.

#### Partage d'informations
Le club de Paris est un forum unique d'échange d'informations. Les membres du club de Paris partagent régulièrement les informations et leurs points de vue avec chacun sur la situation des pays débiteurs, bénéficient de la participation du FMI et de la Banque mondiale, et partagent des données sur leurs créances sur une base réciproque. Le caractère productif des discussions ne doit pas empêcher le caractère confidentiel des délibérations.

#### Décisions au cas par cas
Le club de Paris prend ses décisions au cas par cas de façon à s’adapter en permanence à la situation particulière de chaque pays débiteur.

#### Conditionnalité
Le club de Paris rencontre un débiteur seulement lorsque :
- il y a un besoin d'allègement de dette. Le pays débiteur doit fournir une description détaillée de sa situation économique et financière ;
- le débiteur a mis en œuvre et s'engage à mettre en œuvre les réformes pour restaurer sa situation économique et financière.

Cela signifie en pratique que le débiteur doit avoir un programme en cours avec le FMI soutenu par un accord auquel sont attachées des conditions (accord de confirmation, accord élargi, Facilité pour la réduction de la pauvreté et la croissance, instrument de soutien à la politique économique). Le niveau du traitement de dette est fondé sur le besoin de financement identifié dans le programme du FMI.
Dans le cas d'un traitement de flux, la période de consolidation est celle pendant laquelle l'accord du FMI fait apparaître un besoin de financement. Lorsque ce traitement de flux s'étend sur une période de temps longue (généralement plus d'un an), l'accord du club de Paris est divisé en phases. Les montants venant à échéance au cours de la première phase sont traités dès que l'accord du club de Paris entre en vigueur. Les phases suivantes sont mises en œuvre en fonction des conditions indiquées dans le Procès-verbal agréé, entre autres l'absence d'accumulation d'arriérés et l'approbation de la revue du programme du FMI.

#### Comparabilité de traitement
Le pays débiteur qui signe un accord avec ses créanciers du club de Paris s’engage à ne pas accepter de ses créanciers non membres du club de Paris bilatéraux et commerciaux un traitement de sa dette selon des termes moins favorables pour lui que ceux agréés dans le cadre du club de Paris.

### Dettes pouvant faire l’objet de négociations
Les dettes faisant l'objet de traitements au sein du club de Paris sont des dettes publiques, soit des dettes contractées par un État débiteur ou garantis par lui. Les dettes traitées sont principalement des crédits à l’exportation garantis par les États-membres du club de Paris et des prêts concessionnels au titre de l'aide publique au développement accordés par les États-membres.
Les crédits à court terme, les emprunts inférieurs à un certain montant (déterminé par la clause dite de minimis) ne sont en principe pas susceptibles de faire l'objet d'un traitement.

### Accord et montants rééchelonnés
Un accord de rééchelonnement, en club de Paris consiste en un allégement des flux durant ce qu’on appelle la « période de consolidation », qui correspond à la durée du besoin de financement identifié par le FMI qui ne peut être couvert que par un rééchelonnement de dette. En général, elle a la même durée que l’accord préalablement conclu par le débiteur avec le FMI (le plus souvent un accord de confirmation ou une Facilité pour la réduction de la pauvreté et la croissance). Au terme de la consolidation le remboursement des échéances dues aux créanciers du club de Paris pendant cette période est dû selon un nouvel échéancier. Les montants rééchelonnés se voient appliquer de nouveaux intérêts dits intérêts moratoires ou intérêts sur la consolidation.
D’autres traitements en club de Paris s’appliquent à l’ensemble du stock de dette et non plus seulement aux paiements dus sur une période donnée : ce sont les traitements du stock. L’objectif de tout accord dans ce domaine est de fournir à un pays un traitement définitif par le club de Paris, on parle d'accord de sortie.
Les accords en club de Paris peuvent contenir une clause qui permet aux créanciers qui le souhaitent de recourir aux conversions de créances en investissements, en aide ou dans d’autres opérations en monnaie locale.
Quand le traitement de la dette se traduit par une diminution de sa valeur actuelle nette, on parle de traitement concessionnel. Il s’agit soit d’une annulation d’une partie des créances, soit d’un rééchelonnement de la dette sur une longue période à un taux d’intérêt inférieur au taux de marché approprié. Deux méthodes existent pour atteindre la réduction requise de la valeur actuelle nette de la créance : l’option DR (réduction de la dette) consiste en une annulation d’une partie du montant de la valeur actuelle nette de la dette, et l’option DSR (réduction du service de la dette) se traduit par un rééchelonnement à un taux d’intérêt plus faible que le taux de marché approprié.

### La date-butoir
Quand un pays obtient un traitement de dette de la part du club de Paris pour la première fois une date-butoir est définie et n'est plus modifiée dans les traitements ultérieurs en club de Paris. Les crédits accordés après cette date ne seront pas soumis aux traitements de dette.

## Les politiques en faveur des pays pauvres très endettés
Les très grandes difficultés de certains pays à rompre l'engrenage de la dette ont conduit les pays créanciers du club de Paris à engager des politiques de plus en plus ambitieuses.
En octobre 1988, les créanciers ont décidé de mettre en œuvre un nouveau mode de traitement de la dette, dit des « termes de Toronto », qui mettait en œuvre pour la première fois une réduction d'une partie de la dette des pays les plus pauvres. Le niveau d'annulation défini était de 33,33 %. Vingt pays ont bénéficié des termes de Toronto entre 1988 et 1991.
En décembre 1991, les créanciers ont dans les « termes de Londres » augmenté le niveau d'annulation de 33,33 % tel que défini à Toronto, à 50 %. 23 pays ont bénéficié de ces accords.
Allant plus loin encore, en décembre 1994, les créanciers ont décidé d'appliquer un nouveau dispositif dit des « termes de Naples », qui peut être appliquées au cas par cas. Ainsi, pour les pays les plus pauvres et les plus endettés, le niveau d'annulation des crédits éligibles est porté à 50 % voire à 67 % (depuis septembre 1999, tous les traitements effectués comportent un taux de réduction de 67 %). De plus, des traitements de stock peuvent être appliqués au cas par cas pour les pays ayant respecté de manière satisfaisante leurs engagements précédents.
Enfin, en septembre 1996, sur proposition conjointe du Comité du développement de la Banque mondiale et du Comité intérimaire du FMI, la communauté financière internationale a reconnu que la situation d'endettement d'un certain nombre de pays très pauvres, dont les trois quarts sont situés en Afrique subsaharienne, restait extrêmement difficile, même en ayant recours à l'utilisation totale des mécanismes traditionnels d'allègement du service de la dette. Un groupe de 39 pays a été défini, et tous se sont trouvéa potentiellement éligible à l’initiative des pays pauvres très endettés PPTE. En 2008, 35 pays sur 39 pays éligibles avaient atteint le point d'achèvement de l'initiative pays pauvres très endettés PPTE et beneficié de réductions très substantielles de leur dette extérieure.
Dans le cadre de l'initiative (PPTE), le club de Paris effectue l'effort d'annulation et de rééchelonnement nécessaire pour que le pays débiteur retrouve un niveau de dette soutenable (tel que défini conjointement par le FMI et la Banque mondiale). À cette fin, l'ensemble des créances de moyen et long terme peuvent être traitées, y compris les dettes post-date butoir ou précédemment rééchelonnées.

## Forum de Paris
Le Forum de Paris ou « Paris Forum » est un évènement annuel organisé conjointement par le club de Paris et la présidence tournante du G20 depuis 2013. Cette conférence réunit des pays créanciers et débiteurs souverains et est une enceinte de débats sur les évolutions mondiales en matière de financement souverain et de prévention et résolution des crises de dette.
Dans un contexte de progression de l’intégration des marchés et des flux financiers, et de l'importance croissante des créanciers bilatéraux non membres du club de Paris dans le financement des pays en développement, l'objectif affiché par le forum est d’entretenir un dialogue étroit entre tous les acteurs afin d’assurer un environnement financier favorable à une croissance durable, et notamment en impliquant plus étroitement les pays émergents, qu’ils soient créanciers ou débiteurs, dans le déroulement des débats internationaux sur le financement souverain, afin de permettre un échange de vues le plus franc et ouvert possible.
Le forum de Paris réunit annuellement une trentaine de créanciers et débiteurs souverains, parmi lesquels l’ensemble des membres du G20, les membres du club de Paris et des pays des différentes régions du monde. Ainsi, les pays suivants ont participé aux premières éditions :
- les membres du club de Paris :

| - Allemagne - Australie - Autriche - Belgique - Brésil - Canada - Corée du Sud | - Danemark - Espagne - États-Unis - Russie - Finlande - France - Israël | - Italie - Japon - Pays-Bas - Norvège - Suède - Suisse - Royaume-Uni |

- les membres du G20 participants ad hoc du club de Paris :

-  Chine
-  Inde
- les membres du G20 non membres du club de Paris :

-  Afrique du Sud
-  Arabie saoudite
-  Argentine
-  Indonésie
-  Mexique
-  Turquie
- d’autres pays :

-  Qatar
-  Mozambique
-  Pologne
-  République tchèque
-  Sénégal
-  Seychelles
-  Tanzanie
- les organisations internationales suivantes ont également participé à cette conférence :
  - le Fonds monétaire international
  - la Banque mondiale
  - l’OCDE
  - le secrétariat du G24
  - la Banque des règlements internationaux
  - la Commission européenne

La première édition s’est tenue le 29 octobre 2013 à Paris, organisée par le club de Paris et la présidence russe du G20 et a été close par la directrice générale du FMI, Christine Lagarde[réf. souhaitée].
La deuxième édition s’est tenue le 20 novembre 2014, organisée par le club de Paris et la présidence australienne du G20 et a été close par le secrétaire général de l’OCDE, Angel Gurria.
La troisième édition s’est tenue le 20 novembre 2015, organisée par le club de Paris et la présidence turque du G20.
La quatrième édition s’est tenue le 29 novembre 2016.

## Débats et critiques
Les décisions du club de Paris ne sont pas sans controverses. Lui et le club de Londres sont ainsi accusés d'opérer « en secret et de manière informelle, évitant les situations embarrassantes pour les créanciers autant que les débiteurs. » Dans le cas par exemple de l’Irak en 2003, le fait d’accepter le traitement de sa dette par le club de Paris a rendu celle-ci irrémédiablement légitime, empêchant par la même occasion l’annulation pure et simple selon le principe de dette odieuse. Ceci met également les créanciers à l’abri d’une publication des conditions, par exemple la corruption, et des raisons pour lesquelles les prêts ont été octroyés, par exemple la vente d’armement.
Les décisions du club de Paris sont conditionnées à l’acceptation par les pays débiteurs des programmes d'ajustement structurel du Fonds monétaire international et de la Banque mondiale. Les critiques formulées à l’égard de ces deux institutions (voir les textes qui les concernent) peuvent donc également toucher le club de Paris, parce que les pays qui désirent une réévaluation de leur dette ont l’obligation de passer par les souvent douloureuses restructurations imposées par le FMI et la BM.
En 2006, un nombre important d'organisations non gouvernementales ont demandé le changement des règles de fonctionnement du club de Paris, en particulier en matière de transparence.
Le club de Paris a depuis créé un nouveau site internet, en 2009, qui reprend les termes de tous les traitements accordés aux 90 pays débiteurs. Depuis 2008, le club de Paris publie en outre un rapport annuel, qui inclut des données détaillées sur les créances que ses membres détiennent sur les États étrangers. Le montant total des créances du club de Paris, hors intérêts de retard, s’élève à fin 2013 à 373,1 milliards de dollars, dont 165,8 milliards de dollars de créances d’APD et 207,3 milliards de dollars de créances non APD. Le Club a également publié ses lignes directrices en juillet 2022[source insuffisante].